# Côte de la Croix Neuve
Die Côte de la Croix Neuve (auch Montée Laurent Jalabert) ist ein drei Kilometer langer Anstieg, der auf eine Höhe von 1055 Metern führt. Die Steigung befindet sich im Département Lozère und führt von Mende, einer Stadt im Zentralmassiv, in Richtung Südosten. Bekannt wurde der Anstieg durch die Tour de France, die 1995 erstmals die im Schnitt 10,2 % steile Straße in Angriff nahm.

## Streckenführung
Die offizielle Steigung beginnt auf der Rue des Écoles (D25) kurz nach dem Abzweiger des Boulevard Henri Bourrillon. Anschließend geht es der D25 entlang auf die Rue du Faubourg Saint-Gervais, ehe die erste Kehre nach rund 800 Metern erreicht wird. In diesem ersten Streckenabschnitt nimmt die Steigung stetig zu, bleibt im Schnitt jedoch unter 8 %. Nach der ersten Kehre beginnt die Straße stärker anzusteigen und führt für die nächsten knapp zwei Kilometer mit über 10 % bergauf. Nach zwei weiteren Kehren und einer Rechtskurve, flacht der Anstieg etwas ab und führt zum höchsten Punkt, der nach dem Abzweigen auf die D225 erreicht wird. Im Schnitt liegt die durchschnittliche Steigung des drei Kilometer langen Anstiegs bei 10,2 %.
Der höchste Punkt der D25, der als Montée Laurent Jalabert, bezeichnet wird befindet sich unweit des Abzweigers der D225.

## Radsport

### Tour de France
Im Rahmen der Tour de France dient die Côte de la Croix Neuve als Schlussanstieg um zum Flugplatz von Mende zu gelangen, wo sich das Ziel nach rund einem weiteren flachen Kilometer befindet. Im Jahr 1995 schien der Anstieg auf der 12. Etappe erstmals im Programm der Frankreich-Rundfahrt auf. Damals passierte Laurent Jalabert die Kuppe des Anstieges als erster, ehe er sich auch den Etappensieg sicherte. In Anlehnung an den französischen Fahrer erhielt die Steigung, die ursprünglich als Montée du Causseden bekannt war den Beinamen Montée Laurent Jalabert.
Es dauerte anschließend zehn weitere Jahre, ehe die Tour de France erneut über die den Anstieg führte, der fortan als Côte de la Croix Neuve bekannt war und weiterhin mit einer Bergwertung der 2. Kategorie klassifiziert wurde. Obwohl der Anstieg stets in Zielnähe passiert wurde, konnte der Sieger der Bergwertung nicht immer die Etappe für sich entscheiden. Beispiele dafür sind Joaquim Rodríguez und Steve Cummings in den Jahren 2010 und 2015.
Im Jahr 2022 kehrte die Côte de la Croix Neuve mit der anschließenden Zielankunft auf dem Flugplatz von Mende ins Programm der Tour de France zurück. Der Anstieg wurde auf der 14. Etappe absolviert und war somit ein Teil der sogenannten „Überführungsetappen“, die das Peloton von den Alpen in die Pyrenäen führten.
| Jahr  | Etappe     | Bergwertung  | Fahrer           |
| ----- | ---------- | ------------ | ---------------- |
| 1995  | 12. Etappe | 2. Kategorie | Laurent Jalabert |
| 2005  | 18. Etappe | 2. Kategorie | Marcos Serrano   |
| 2010* | 12. Etappe | 2. Kategorie | Alberto Contador |
| 2015  | 14. Etappe | 2. Kategorie | Thibaut Pinot    |
| 2018  | 14. Etappe | 2. Kategorie | Omar Fraile      |
| 2022  | 14. Etappe | 2. Kategorie | Michael Matthews |

* Der Sieger der Bergwertung Alberto Contador wurde 2010 aufgrund von Doping aus den Ergebnislisten gestrichen. Als zweiter passierte damals sein Landsmann Joaquim Rodríguez den Anstieg.

### Andere Radrennen
Neben der Tour de France führte bereits eine Reihe anderer Radrennen über die Côte de la Croix Neuve. Das wohl bekannteste ist die Fernfahrt Paris–Nizza, die in den Jahren 2007, 2010 und 2012 am höchsten Punkt des Anstiegs ankam und somit nicht auf den Flugplatz fuhr. Die Nachwuchs-Rundfahrt Tour de l’Avenir führte im Jahr 2003 ebenfalls über den Anstieg, endete jedoch in Mende.
Eine weitere Rundfahrt die häufig Zielankünfte auf der Kuppe des Anstieges durchführte war der Grand Prix Midi Libre in den Jahren 1998, 1999 und 2001, sowie 2004 unter dem Namen Tour du Languedoc-Roussillon. Nachdem diese nicht mehr ausgetragen wurde, führte die Tour du Gévaudan Occitanie von 2006 bis 2017 (mit Ausnahme von 2011 und 2016) jährlich über den Anstieg, wobei sich das Ziel nur im Jahr 2008 am Ende der Steigung befand. 2018 und 2020 führte die Junioren-Ausgabe der Tour du Gévaudan über die Steigung.
| Rennen                       | Jahr | Etappe         | Ziel                   | Erster Fahrer                                               |
| ---------------------------- | ---- | -------------- | ---------------------- | ----------------------------------------------------------- |
| Grand Prix Midi Libre        | 1998 | 5. Etappe      | Côte de la Croix Neuve | Laurent Dufaux                                              |
| Grand Prix Midi Libre        | 1999 | 6. Etappe      | Côte de la Croix Neuve | Alexander Winokurow                                         |
| Grand Prix Midi Libre        | 2001 | 5. Etappe      | Côte de la Croix Neuve | Sven Montgomery                                             |
| Tour de l’Avenir             | 2003 | 6. Etappe      | Mende                  | Pierrick Fédrigo                                            |
| Tour du Languedoc-Roussillon | 2004 | 4. Etappe      | Côte de la Croix Neuve | Christophe Moreau                                           |
| Tour du Gévaudan Occitanie   | 2006 | unbekannt      | Mende                  | unbekannt                                                   |
| Paris–Nizza                  | 2007 | 4. Etappe      | Côte de la Croix Neuve | Alberto Contador                                            |
| Tour du Gévaudan Occitanie   | 2007 | 3. Etappe      | Mende                  | Tanel Kangert                                               |
| Tour du Gévaudan Occitanie   | 2008 | 3. Etappe      | Côte de la Croix Neuve | Adam Illingworth                                            |
| Tour du Gévaudan Occitanie   | 2009 | 3. Etappe      | Mende                  | unbekannt                                                   |
| Paris–Nizza                  | 2010 | 4. Etappe      | Côte de la Croix Neuve | Alberto Contador                                            |
| Tour du Gévaudan Occitanie   | 2010 | 2. Etappe      | Mende                  | Jérôme Coppel                                               |
| Paris–Nizza                  | 2012 | 5. Etappe      | Côte de la Croix Neuve | Lieuwe Westra                                               |
| Tour du Gévaudan Occitanie   | 2012 | 2. Etappe      | Mende                  | Davide Rebellin                                             |
| Tour du Gévaudan Occitanie   | 2013 | 2. Etappe      | Mende                  | Guillaume Levarlet                                          |
| Tour du Gévaudan Occitanie   | 2014 | 2. Etappe      | Mende                  | Guillaume Bonnafond (1. Passage) Ángel Madrazo (2. Passage) |
| Tour du Gévaudan Occitanie   | 2015 | 2. Etappe      | Mende                  | Ángel Madrazo (1. und 2. Passage)                           |
| Tour du Gévaudan Occitanie   | 2017 | 2. Etappe      | Mende                  | Bastien Duculty (1. Passage) Nicolas Edet (2. Passage)      |
| Tour du Gévaudan Occitanie   | 2018 | Eintagesrennen | Mende                  | Geoffrey Bouchard (1. Passage) Rein Taaramäe (2. Passage)   |
| Tour du Gévaudan (Junioren)  | 2018 | 2. Etappe      | Saint-Bauzile          | Hugo Page                                                   |
| Tour du Gévaudan (Junioren)  | 2020 | 2. Etappe      | Mende                  | unbekannt                                                   |

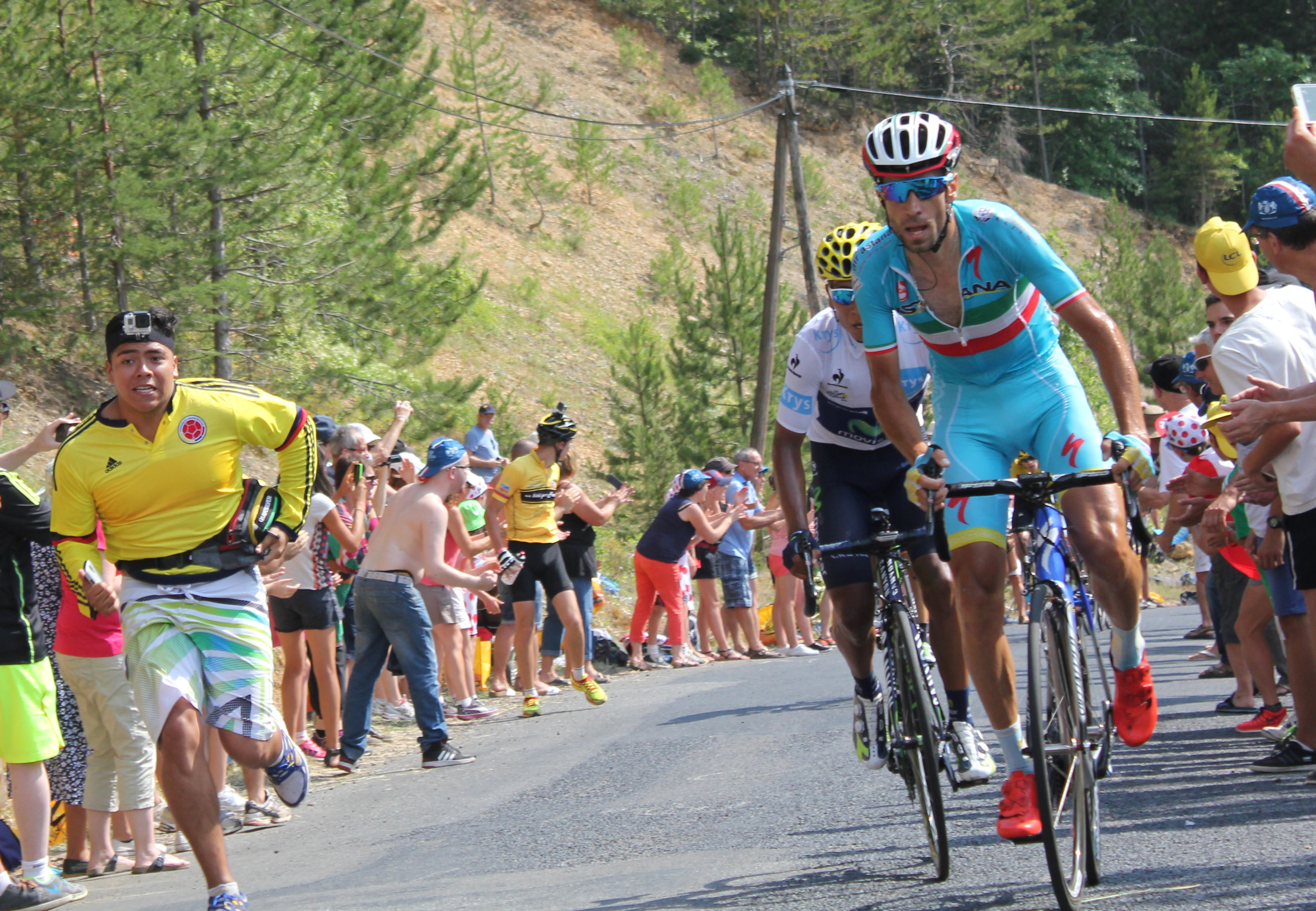
Vincenzo Nibali (Vordergrund) und Nairo Quintana (Hintergrund) im Anstieg der Côte de la Croix Neuve bei der Tour de France 2015

Im Frauenradsport stand die Côte de la Croix Neuve bereits im Programm der Tour Cycliste Féminin International de l’Ardèche (2017, 2018 und 2009), ehe die Etappen auf dem Mont-Lozère zu Ende gingen. Auch die Damen-Ausgabe der Tour du Gévaudan führte im Jahr 2020 über den Anstieg.
| Rennen                                           | Jahr | Etappe         | Ziel        | Erste Fahrerin |
| ------------------------------------------------ | ---- | -------------- | ----------- | -------------- |
| Tour Cycliste Féminin International de l’Ardèche | 2017 | 7. Etappe      | Mont-Lozère | Hanna Nilsson  |
| Tour Cycliste Féminin International de l’Ardèche | 2018 | 5. Etappe      | Mont-Lozère | Erica Magnaldi |
| Tour Cycliste Féminin International de l’Ardèche | 2019 | 2. Etappe      | Mont-Lozère | Omer Shapira   |
| Tour du Gévaudan (Damen)                         | 2020 | Eintagesrennen | Mende       | Morgane Coston |